# Championship 3D Snooker
Championship 3D Snooker è un videogioco di biliardo, in particolare di snooker, pubblicato nel 1992 per Commodore 64 e ZX Spectrum dalla Zeppelin Games. È caratterizzato da una prospettiva in vera tridimensionalità, sebbene da un'inquadratura fissa.
Nel 1991-1992 la Zeppelin aveva già pubblicato American 3D Pool, tecnicamente molto simile a Championship 3D Snooker, ma dedicato ad altre specialità del biliardo.

## Modalità di gioco
Le meccaniche generali sono le stesse del precedente American 3D Pool, come gran parte della grafica, ma qui le palle sono leggermente più piccole e più numerose.
La schermata di gioco mostra una visuale tridimensionale fissa da uno dei lati corti del tavolo. Solo in versione Commodore 64 si può spostare la visuale da un lato corto all'altro. Quando si vuole effettuare un tiro, la visuale diventa bidimensionale dall'alto per l'interfaccia di mira. Con un cursore si segna un punto sul tavolo verso dove si vuole che vada la palla bianca. A seguire si regola la potenza del tiro mediante una barra che aumenta rapidamente e dev'essere fermata al volo dal giocatore quando raggiunge la quantità desiderata. Con i quattro movimenti direzionali si può dare opzionalmente l'effetto al tiro. Fatta quest'ultima selezione viene mostrato il tiro, con visuale nuovamente in 3D. Si può visualizzare anche il replay dell'ultimo tiro fatto, a velocità normale o rallentata.
La specialità giocata è la variante dello snooker con sei palle rosse (realmente esistente e nota come six-red snooker).
Si possono giocare partite in multigiocatore oppure in giocatore singolo contro il computer a diversi livelli di difficoltà, nonché osservare partite del computer contro sé stesso.
Si può giocare anche a un solo giocatore senza alcun avversario; in questo caso si hanno a disposizione tre tentativi per fare almeno un punto, in caso contrario si perde una "vita".
Si può giocare un torneo a eliminazione diretta con 8 partecipanti, tra umani e computer; nella versione Commodore 64 è disponibile anche un campionato e le competizioni in corso si possono salvare.

## Accoglienza
Championship 3D Snooker, in entrambe le sue versioni, fu accolto molto bene dalla critica britannica dei suoi tempi, con giudizi complessivi superiori all'80% da parte di tre riviste su quattro.